# Dean Maric
Dean Maric (* 10. Oktober 1989) ist ein ehemaliger österreichischer Fußballspieler.

## Karriere
Maric begann seine Karriere beim SCM Vandans. 1999 wechselte er in die Jugend des SK Sturm Graz, bei dem er später auch in der Akademie spielte. Im August 2006 debütierte er für die Amateure der Grazer in der Regionalliga, als er am ersten Spieltag der Saison 2006/07 gegen den USV Allerheiligen in der 89. Minute für Daniel Beichler eingewechselt wurde.
Seinen ersten Treffer in der Regionalliga erzielte er im September 2008 bei einem 3:0-Sieg gegen den FC Kärnten. Im März 2009 stand er gegen den FC Red Bull Salzburg erstmals im Profikader von Sturm Graz, wurde allerdings nicht eingesetzt.
Zur Saison 2010/11 wurde er an den Zweitligisten TSV Hartberg verliehen. Sein Debüt in der zweiten Liga gab er im Oktober 2010, als er am 15. Spieltag jener Saison gegen den FC Gratkorn in der 86. Minute für Robert Strobl ins Spiel gebracht wurde.
Nach dem Ende der Leihe kehrte er 2011 zu Sturm zurück, wo er, wie schon vor der Leihe, nur für die Amateure zum Einsatz kam. Zur Saison 2012/13 wechselte Maric zum viertklassigen SC Buchschachen. Nach einem halben Jahr im Burgenland wechselte er im Jänner 2013 zum SV Wildon. Für Wildon absolvierte er bis Saisonende acht Spiele in der Landesliga. Nach Saisonende verließ er den Verein wieder.
Nach eineinhalb Jahren ohne Verein schloss er sich im Jänner 2015 dem ASK Voitsberg an. Nach sieben Spielen für Voitsberg in der Landesliga verließ er den Verein im Sommer 2015. Voitsberg blieb allerdings seine letzte Station, er wechselte nach seinem Abgang zu keinem anderen Verein mehr.